# Dendropsophus sartori
Espèce
Synonymes
- Hyla microcephala sartori Smith, 1951
- Hyla sartori Smith, 1951

Statut de conservation UICN

 LC  : Préoccupation mineure
Dendropsophus sartori est une espèce d'amphibiens de la famille des Hylidae.

## Répartition
Cette espèce est endémique du Mexique. Elle se rencontre jusqu'à 1 968 m d'altitude le long de la côte Pacifique dans le sud de l'État de Jalisco, au Guerrero et en Oaxaca,.

## Étymologie
Le nom spécifique sartori vient du latin sartor, le raccommodeur, ou tailor en anglais, en l'honneur d'Edward Harrison Taylor.

## Publication originale
- Smith, 1951 : The Identity of Hyla underwoodi Auctorum of Mexico. Herpetologica, vol. 7, no 4, p. 184-190.